# Anatolij Bakharev
Anatolij Mikhailovich Bakharev (1918-1979) est un astronome soviétique.

## Hommage
- (4011) Bakharev, astéroïde